# Guerra tra Colombia e Perù del 1932-1933
La guerra tra Colombia e Perù del 1932-1933, chiamata anche guerra Colombiano-Peruviana, guerra di Leticia o Incidente di Leticia, è stato un conflitto armato tra la Repubblica della Colombia e la Repubblica del Perù che si è svolto tra il 1º settembre 1932 e il 24 maggio 1933.

## Contesto storico
All'atto della definizione dei confini tra Colombia e Perù, come stabiliti dal trattato Salomón-Lozano del 24 marzo 1922, ratificato il 19 marzo 1928 dai due paesi, la regione del cosiddetto "Trapecio de Leticia" (Trapezio di Leticia), in piena foresta amazzonica, era stata dichiarata territorio appartenente alla Colombia.
Tuttavia, nella notte tra il 31 agosto e il 1º settembre 1932, un gruppo di più di 300 civili peruviani armati, guidato dal musicista Oscar Ordóñez, invase l'area.
Il Perù, pur affermando che nessuno dei suoi ufficiali o soldati partecipava a questo attacco, lo qualificò come un atto patriottico, di irredentismo, cioè emanato dalla popolazione che rivendicava l'attaccamento del trapezio allo Stato peruviano.
Il 1º settembre 1932 il presidente peruviano Luis Miguel Sánchez Cerro schierò due reggimenti dell'esercito peruviano a Leticia e Tarapacá, le due città principali del "Trapeze", oggi in Colombia, ma questo atto, in un primo momento, passò inosservato.
Fu solamente il 17 settembre che il governo colombiano prese atto delle azioni peruviane.
Le forze armate peruviane di stanza sulle rive del Río Putumayo avevano fermato numerose navi mercantili in rotta verso Leticia.
Il risultato fu un'esplosione di patriottismo in Colombia. Laureano Gómez, leader della minoranza al Senato, proclamò: "Pace, pace, pace in Colombia; guerra, guerra, guerra al confine contro i nostri abietti nemici".
Il 19 settembre il quotidiano colombiano El Tiempo annunciò di aver ricevuto più di 10 000 lettere in cui si chiedeva la guerra e il controllo di Leticia. Lo stesso giorno migliaia di studenti colombiani marciarono per le strade di Bogotà cantando: "Sánchez Cerro morirà e la Colombia vincerà!".
Il generale Alfredo Vásquez Cobo fu nominato comandante della marina amazzonica colombiana e il Senato approvò uno stanziamento di 10 milioni di dollari per finanziare la sua azione.

## La guerra
Il presidente peruviano Sánchez riteneva che la Colombia non avesse alcuna possibilità di difendersi: mancando di una strada di collegamento e di una marina propriamente detta, la regione amazzonica non ospitava alcuna presenza militare colombiana di rilievo. Fu solo nel dicembre del 1932 che il generale Alfredo Vásquez Cobo poté raggiungere il territorio conteso risalendo il Rio delle Amazzoni con una flotta di vecchie navi acquistate in Europa.
In 90 giorni la Colombia riuscì ad organizzare una rispettabile risposta militare all'invasione peruviana.
Il maggiore Herbert Boy e altri aviatori tedeschi della SCADTA (che in seguito sarebbe divenuta l'Avianca) adattarono i loro aerei commerciali per la guerra e formarono una forza aerea temporanea colombiana.
Il primo attacco della Marina colombiana prese di mira Tarapacá.
La città venne scelta perché Leticia si trovava al confine con la città brasiliana di Tabatinga e le forze colombiane non volevano che il conflitto si estendesse, permettendo ai peruviani di fuggire in Brasile.
La cattura di Tarapacá, avvenuta il 14 febbraio 1933, fu l'esito di una sanguinosa battaglia. Il giorno prima, le forze aeree peruviane avevano tentato di bombardare la flotta colombiana, ma la maggior parte delle bombe aveva mancato il bersaglio.
Il resto delle forze peruviane lasciò allora l'area mentre la flotta colombiana arrivò il giorno successivo.
Il primo combattimento aereo in Sud America ebbe luogo durante questa guerra tra le forze aeree colombiane e peruviane.
Il 30 aprile 1933, dopo un discorso al senato di Lima, il presidente peruviano Sánchez fu ucciso a colpi di arma da fuoco da un giovane cuoco. 15 giorni dopo, il suo successore, Óscar R. Benavides, incontrò il leader del partito liberale colombiano, Alfonso López Pumarejo, per raggiungere un accordo.
I due decisero quindi di tornare alla situazione territoriale precedente al conflitto, in attesa della risoluzione della controversia attraverso negoziati, in particolare grazie all'intervento della Società delle Nazioni.
Al momento dell'interruzione delle ostilità entrambe le parti avevano avuto alcune centinaia di perdite umane, tra militari e civili, dovute per lo più a malattie tropicali.

## Risoluzione del conflitto
I negoziati si svolsero a Rio de Janeiro, in Brasile, dal maggio 1933, sotto l'egida della Società delle Nazioni, che il mese successivo inviò sul posto anche una commissione incaricata dell'amministrazione provvisoria dell'area contesa di Léticia.
Il 24 maggio 1934 fu firmato il Protocollo di Rio de Janeiro, che riaffermava i confini definiti nel 1922 tra i due Paesi. Questo accordo consentì alla Colombia da un lato di recuperare il territorio del trapezio di Léticia e dall'altro la impegnò a concludere accordi speciali in materia di commercio e libera circolazione fluviale con il Perù, consentendo così di soddisfare entrambe le parti.
Infine, il 19 giugno 1934, la Commissione riconsegnò ufficialmente il trapezio di Léticia alla Colombia, ponendo fine al conflitto.